# Bibiano Rodrigues Lima
Bibiano Rodrigues Lima (Lages, 2 de dezembro de 1870 – São José, 30 de agosto de 1935) foi um político brasileiro.
Foi membro do Diretório do Partido Republicano em Lages (1920). Por este partido foi eleito deputado estadual ao Congresso Representativo de Santa Catarina (Assembleia Legislativa), com 7.127 votos, e integrou a 11ª Legislatura (1922-1924).